# Flaminio Taja
Flaminio Taja (né en 1600 à Sienne, en Toscane, et mort le 5 octobre 1682 à Rome) est un cardinal italien du XVIIe siècle.

## Biographie
Flaminio Taja est avocat consistorial pendant le pontificat du pape Alexandre VII et est auditeur et doyen de la Rote romaine.
Le pape Innocent XI le crée cardinal lors du consistoire du 1er septembre 1681. 

### Sources
- Fiche du cardinal sur le site fiu.edu